# Leek (Staffordshire)
Leek – miasto w Anglii, w hrabstwie Staffordshire, w dystrykcie Staffordshire Moorlands. Leży nad rzeką Churnet, 34 km na północ od miasta Stafford i 220 km na północny zachód od Londynu. W 2001 miasto liczyło 18 768 mieszkańców.